# Villanelle (Dukas)
Pour les articles homonymes, voir Villanelle (homonymie).
Villanelle est une œuvre de Paul Dukas écrite pour cor et piano en 1906 pour le concours du Conservatoire de Paris.

## Présentation
C'est à la demande de Gabriel Fauré, directeur du Conservatoire de Paris, que Paul Dukas s'attelle à la composition en 1906 d'une pièce pour le concours des prix de cor de l'établissement,. La partition, achevée le 24 juin, est d'ailleurs dédiée au professeur du Conservatoire, François Brémond,. 
La composition de cette pièce constitue « une récréation du labeur intense qui accompagne la gestation d'Ariane et Barbe-Bleue ». Le titre fait référence à la villanella, petite chanson paysanne italienne, et en conserve le caractère pastoral ainsi que « la fraîcheur et la simplicité dans ses deux thèmes principaux et la coupe avec refrain ».  
Seule partition de musique de chambre du compositeur — d'abord « destinée au « cor mixte », c'est-à-dire avec et sans pistons, l'époque exigeant des cornistes de savoir pratiquer les deux instruments » — la Villanelle pour cor et piano occupe une place de choix dans le répertoire de l'instrument : dans cette « pièce de bravoure », il se trouve « constamment mis en valeur, dans ses sonorités de douceur et de rêve, mais également en son côté incisif, volubile, avec sons bouchés ou émis avec sourdine ».

## Création
De par sa nature de commande du Conservatoire, la première audition en public se déroule à l'occasion du concours des prix le 28 juillet 1906,. La pièce est également jouée lors du concert des lauréats, quelques jours plus tard, le 31 juillet,. Gabriel Fauré « aime tellement ce morceau qu'il fait changer le programme de distribution des prix pour l'y mettre ».
La création officielle en concert a lieu quant à elle le 12 janvier 1907 à la salle Érard, dans le cadre de la saison de la Société nationale de musique, avec Arthur Delgrange au cor et Édouard Risler au piano,.

## Analyse
L’œuvre est en fa majeur, organisée en deux parties « destinées à mettre en valeur les qualités lyriques et virtuoses de l'instrument ». La première partie, indiquée « Très modéré », à 
, s'ouvre sur un double appel. S'ensuit un premier thème, lyrique, doux et chantant. Le motif est alors repris, précédant un deuxième élément thématique d'allure plus rythmique. Un conduit mène à la deuxième partie, notée « Très vif », à 
. Le second thème est de facture vigoureuse. Survient le développement des différents éléments énoncés. Un passage en écho « particulièrement mystérieux et poétique » se glisse alors dans la structure, avant le retour du premier thème. Enfin, la pièce « se termine sur une périlleuse et brillante cadence comme il se doit lors d'un concours », avec une coda, notée « Très animé », en augmentation rythmique « puis sur des formules cadentielles en notes répétées et fanfares ».
À l'occasion du concours du Conservatoire de 1913, lors duquel la pièce est de nouveau imposée, la revue musicale Le Ménestrel livre ses impressions d'écoute : « familière avec héroïsme, dès ses premières mesures, grandiose avec bonhomie, dans son andante initial, mystérieuse et magique avec le secret de ses sons bouchés, alerte sans cesser d'être fière, un peu distante et lointaine comme la joie d'autrefois, comme la forêt voisine de la prairie où l'on danse et comme le caractère de son auteur, cette pure musique introduit dans l'obscurité matinale un rayonnement ».
Avec la Villanelle, Dukas montre « un sens poétique et des couleurs qui révèlent des possibilités instrumentales jusqu'alors inexploitées ».
La durée d'exécution moyenne de l’œuvre est de six minutes trente environ.

## Versions
La partition de la version originale pour cor et piano est publiée par Durand en 1906.
L’œuvre connaît ensuite plusieurs transcriptions, dont une pour piano à deux mains par Gustave Samazeuilh (1926) et une pour piano à quatre mains par Léon Roques.
Il existe également une orchestration pour cor et orchestre due à Odette Metzegner, créée le 3 mars 1929 aux Concerts du Conservatoire avec Louis-Édouard Vuillermoz en soliste. 

## Discographie
- Alla Francese : Works for brass, Les Cuivres français, André Cazalet (cor), Yves Henry (piano), Pierre Verany PV 793041, 1993.
- The Art of the Horn, David Alonso (cor), Hélène Tysman (piano), Indésens Records INDE064, 2014.
- A Noble and Melancholy Instrument, Alec Frank-Gemmill (cor), Alasdair Beatson (piano), BIS Records BIS-2228, 2016-2017.

### Éditions
- Paul Dukas, Villanelle pour cor et piano, Durand & Cie, 1906.
- Paul Dukas (préf. Dominik Rahmer), Villanelle pour cor et piano, G. Henle Verlag, coll. « Urtext », 2012 (ISMN 979-0-2018-1170-3, présentation en ligne, lire en ligne).

### Ouvrages généraux
- Walter Willson Cobbett (dir.), Dictionnaire encyclopédique de la musique de chambre, vol. I (A-J), Paris, Robert Laffont, coll. « Bouquins », 1999 (ISBN 2-221-07847-0), p. 396.
- Michel Duchesneau, L'Avant-garde musicale et ses sociétés à Paris de 1871 à 1939, Paris, Éditions Mardaga, 1997, 352 p. (ISBN 2-87009-634-8), p. 314.
- Gustave Samazeuilh, Musiciens de mon temps : Chroniques et souvenirs, Paris, Marcel Daubin, 1947, 430 p., in-16 (BNF 43254580).

### Monographies
- Bénédicte Palaux-Simonnet, Paul Dukas : le musicien-sorcier, Genève, Éditions Papillon, coll. « Mélophiles » (no 2), 2001, 152 p. (ISBN 2-940310-01-7).
- Simon-Pierre Perret et Marie-Laure Ragot, Paul Dukas, Paris, Fayard, coll. « Bibliothèque des grands musiciens », 2007, 557 p. (ISBN 978-2-213-63329-9).
- Gilles Thiéblot, Paul Dukas, Bleu nuit éditeur, coll. « horizons » (no 95), 2023, 175 p. (ISBN 978-2-35884-121-4).